# Hirundo
Hirundo é um gênero de aves passeriformes da família Hirundinidae. Quase todas as espécies são oriundas do Velho Mundo, exceto a andorinha-das-chaminés (Hirundo rustica), a qual é cosmopolita e também é encontrada nas Américas.

## Espécies
- Hirundo aethiopica Blanford, 1869
- Hirundo albigularis Strickland, 1849
- Hirundo angolensis Barboza du Bocage, 1868
- Hirundo atrocaerulea Sundevall, 1850
- Hirundo dimidiata Sundevall, 1850
- Hirundo leucosoma Swainson, 1837
- Hirundo lucida Hartlaub, 1858
- Hirundo megaensis Benson, 1942
- Hirundo neoxena Gould, 1842
- Hirundo nigrita Gray, 1845
- Hirundo nigrorufa Barboza du Bocage, 1877
- Hirundo rustica Linnaeus, 1758
- Hirundo smithii Leach, 1818
- Hirundo tahitica Gmelin, 1789